# Parasola auricoma
A Parasola auricoma é uma espécie de fungo agárico da família Psathyrellaceae. Descrita cientificamente pela primeira vez em 1886, a espécie é encontrada na Europa, no Japão e na América do Norte. O cogumelo também foi relatado em fevereiro de 2019 na Colômbia, na cidade de Bogotá, pelo micologista Juan Camilo Rodriguez Martinez. Os pequenos basidiomas, em forma de guarda-chuva, crescem na grama ou em lascas de madeira e têm vida curta, geralmente se desfazendo com o envelhecimento em poucas horas. Os píleos têm até 6 cm de largura, inicialmente elípticos antes de se achatarem, e são de cor marrom-avermelhada a acinzentada, dependendo da idade e da hidratação. Eles são pregueadas com sulcos radiais que se estendem do centro até a borda do píleo. Os estipes finos e esbranquiçados têm até 12 cm de comprimento e alguns milímetros de espessura. Microscopicamente, a P. auricoma é caracterizada pela presença de cerdas (cerdas de paredes grossas) na cutícula do píleo. Essa característica, além dos esporos elipsoides relativamente grandes, pode ser usada para distingui-la de outras espécies de Parasola morfologicamente semelhantes.

## Taxonomia
A espécie foi descrita pela primeira vez em 1886 pelo micologista francês Narcisse Théophile Patouillard como Coprinus auricomus. Ela foi transferida para Parasola em 2001, quando a filogenética molecular foi usada para classificar os gêneros coprinoides (ou seja, Coprinus e os gêneros segregados Coprinopsis, Coprinellus e Parasola) em grupos monofiléticos naturais. De acordo com o banco de dados nomenclatural MycoBank, Parasola hansenii, descrita por Jakob Emanuel Lange em 1915 e nomeada em homenagem ao micologista dinamarquês Emil Christian Hansen, é um sinônimo facultativo (baseado em um holótipo diferente). Embora essa sinonímia seja aceita por várias autoridades, P.D. Orton e Roy Watling discordam, sugerindo que C. hansenii é uma espécie esquecida que requer reanálise.
Em um estudo de 2010 sobre o holótipo de vários táxons de coprinoides, Laszlo Nagy e seus colegas atribuíram a placa 453 de Patouillard (que contém a descrição original) como o lectótipo de P. auricoma, pois acreditavam que ela era "suficientemente diagnóstica para uma definição clara desse táxon". Eles também determinaram que Pseudocoprinus besseyi e Coprinus elongatipes (ambas as espécies foram descritas em uma publicação de 1946 por Alexander H. Smith e Lexemuel Ray Hesler) eram coespecíficas de P. auricoma.
O posicionamento de P. auricoma dentro de Parasola é um tanto controverso. Ela tem sido frequentemente classificada na seção Auricomi, um agrupamento de espécies caracterizado pela ausência de um véu parcial e pela presença ocasional de caulecistídios (cistídios no estipe), pileocistídios (cistídios na superfície do píleo) ou elementos escuros semelhantes a cerdas. Vários estudos de filogenética molecular confirmaram sua inclusão no clado Parasola, mas sua relação com outros membros do grupo não foi totalmente resolvida devido à amostragem limitada. Uma análise recente sugere que na árvore filogenética de Parasola, P. auricoma e P. conopilus formam uma tritomia com as espécies da coroa Parasola.

## Descrição

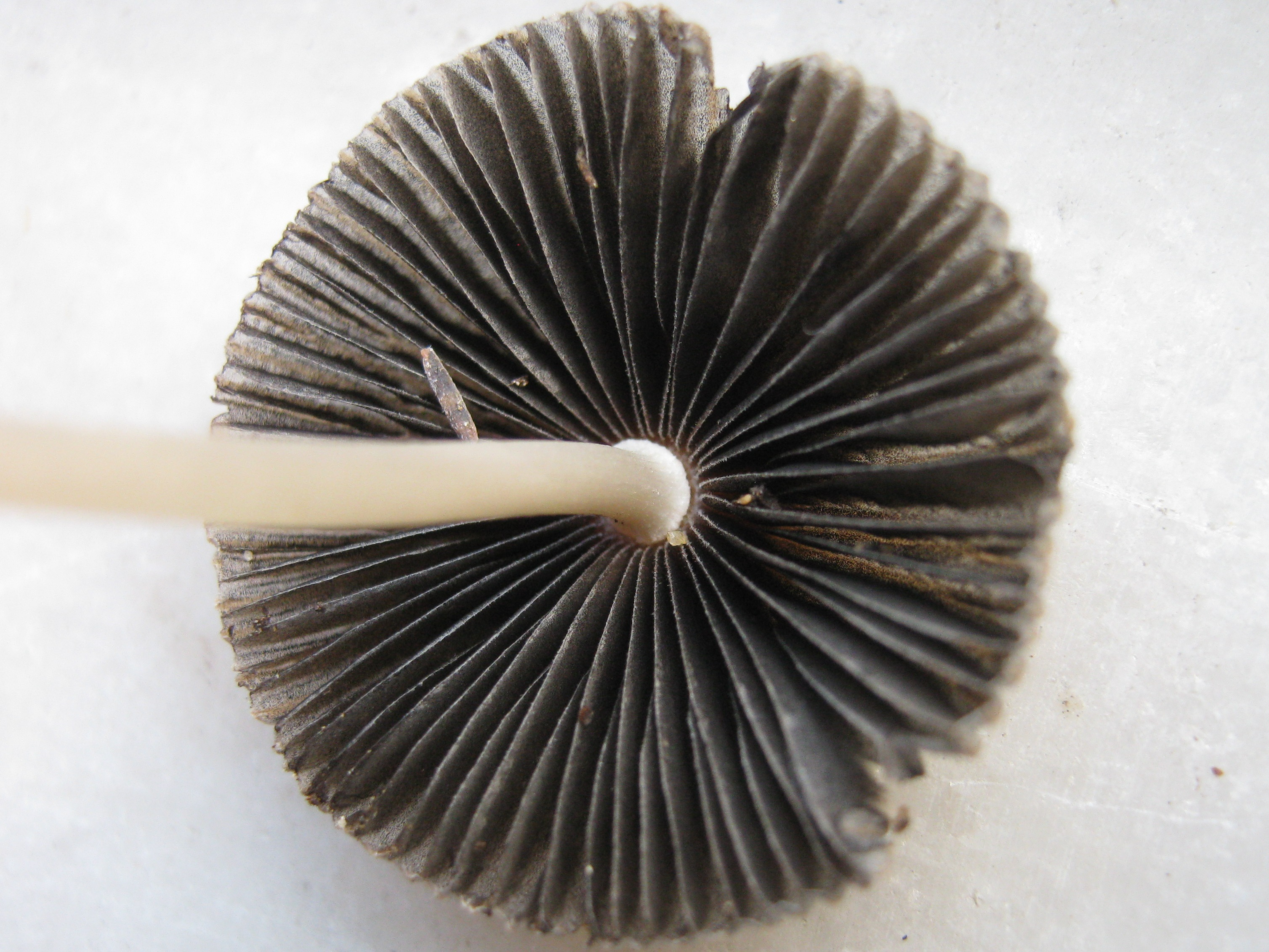
As lamelas maduras são marrom-acinzentadas a pretas.

O fungo produz basidiomas com píleos que são inicialmente em forma de ovo com margens curvadas para dentro; à medida que se expande, se torna cônico e, por fim, plano ou ligeiramente deprimido no centro, atingindo um diâmetro de 6 cm. Os basidiomas são higrófanos e, portanto, mudam de cor dependendo do estado de hidratação. Quando os basidiomas são jovens e frescos, os píleos são marrom-avermelhados e podem brilhar, especialmente se estiverem molhados. À medida que o cogumelo amadurece, a borda externa do píleo fica com uma cor acinzentada, enquanto o centro permanece marrom-avermelhado. As ranhuras radiais se estendem do centro do píleo até as margens. Os píleos têm pelos minúsculos (cerdas) que são visíveis com uma lente de mão.
As lamelas não ficam presas ao estipe e têm uma largura de 0,2 a 0,4 cm. Elas são inicialmente esbranquiçadas antes de se tornarem marrom-acinzentadas e, por fim, tornam-se pretas com uma margem escura à medida que os esporos amadurecem. Ao contrário de alguns outros cogumelos coprinoides, as lamelas não deliquescem - um processo pelo qual as lamelas se dissolvem em uma massa preta escura à medida que liberam seus esporos. O estipe esbranquiçado tem até 12 cm de comprimento e 0,4 cm de espessura, é oco e frágil. Os basidiomas jovens podem ter pêlos abundantes e de paredes grossas na base do estipe, mas esses geralmente desaparecem à medida que o cogumelo amadurece. A carne é fina, frágil, amarelada a marrom e não tem odor ou sabor apreciável. A esporada é marrom-escura. A comestibilidade da P. auricoma não é conhecida com certeza, mas os cogumelos são pequenos e insubstanciais.

### Características microscópicas
Os esporos são elipsoides, têm um poro germinativo central e medem de 10 a 14 por 5,75 a 8 μm. Os basídios (células portadoras de esporos) são em forma de taco e têm quatro esporos. Os pleurocistídios incolores (cistídios na face da lamela) medem 70-140 por 20-45 μm e são aproximadamente elípticos ou em forma de frasco, enquanto os queilocistídios de formato semelhante (encontrados na borda da lamela) medem 50-95 por 15-25 μm. As fíbulas estão presentes nas hifas de todos os tecidos da P. auricoma. A pileipellis é composta por uma camada de células de paredes finas em forma de taco, medindo 25-40 por 10-30 μm, intercaladas com cerdas longas, escuras e de paredes grossas. As cerdas marrom-amareladas são abundantes na superfície do píleo e consistem em um segmento alongado, semelhante a um cabelo, com até 315 μm de comprimento, preso à superfície por uma base bulbosa com 3-9 μm de largura.

### Espécies semelhantes
Vários caracteres ajudam a distinguir a Parasola auricoma de cogumelos coprinoides semelhantes que crescem em lascas de madeira, incluindo a falta de deliquescência e a falta de um véu. Microscopicamente, ela é caracterizada pelas cerdas longas pigmentadas em dourado e de paredes espessas no píleo e pelos esporos elipsoides com um poro germinativo. A margem do píleo nitidamente sulcada e pregueada indica que ela é aliada das espécies coprinoides e não do gênero Psathyrella. Espécies semelhantes de Parasola incluem a comum e difundida P. plicatilis, P. leiocephala, P. lilatincta e P. kuehneri. Somente a microscopia separará definitivamente essas espécies de P. auricoma - nenhuma delas tem cerdas no píleo.

## Habitat e distribuição
A Parasola auricoma é uma espécie saprófita e, portanto, obtém nutrientes ao degradar a matéria orgânica em moléculas mais simples. Os cogumelos crescem individualmente ou em grupos, muitas vezes em grande número, às margens de estradas em florestas decíduas ou em áreas gramadas. Os cogumelos têm vida curta, geralmente durando apenas algumas horas antes de se colapsar. Comum na Europa e na América do Norte (incluindo o Havaí), também foi registrado no Japão. Na Europa, os cogumelos aparecem mais comumente nos meses de primavera e verão, enquanto na América do Norte, a frutificação é mais comum no final do verão e no outono, após as chuvas. O cogumelo foi relatado em Bogotá, Colômbia, pelo micologista Juan Camilo Rodríguez Martínez.

## Links externos
- Parasola auricoma em Index Fungorum
- Imagens em Mushroom Observer